# Michael Cera
Michael Austin Cera (Brampton, 7 juni 1988) is een Canadees acteur. Hij werd in 2008 genomineerd voor een Satellite Award voor zijn rol in Nick and Norah's Infinite Playlist en in 2009 voor de Rising Star Award bij de BAFTA's.
Cera is een zoon van een Italiaanse vader en een Canadese moeder. Hij maakte zijn debuut voor de camera tijdens een aflevering van de kinderserie Noddy in 1998. Zijn filmdebuut volgde in 2000, toen hij te zien was in zowel Ultimate G's, Steal This Movie! als Frequency. Cera werkt daarnaast als stemacteur. Zo leende hij in 2001 zijn stem uit Josh Spitz in de geanimeerde serie Beugelbekkie (Braceface).
Na een bijrol in Confessions of a Dangerous Mind (2002), kreeg Cera in 2003 een rol in de sitcom Arrested Development, die gedurende vijf seizoenen lang werd gemaakt. Nadat de televisieserie werd stopgezet, was hij tegenover Alia Shawkat te zien in een aflevering van Veronica Mars. Hierna begon hij een reeks korte films te maken voor zijn website.
In 2007 was Cera tegenover Jonah Hill te zien in de tienerkomedie Superbad en tegenover Ellen Page in Juno.

## Filmografie
- Bibsys: 9011753
- Biblioteca Nacional de España: XX4761546
- Bibliothèque nationale de France: cb15769272w (data)
- Gemeinsame Normdatei: 140556915
- International Standard Name Identifier: 0000 0001 1696 8129
- Library of Congress Control Number: no2005117055
- MusicBrainz: 8c89b52a-89f1-48cf-9246-fac3591c932c
- Nationale Bibliotheek van Tsjechië: xx0097447
- Nationale bibliotheek van Australië: 41303979
- Nationale Bibliotheek van Israël: 987007320463605171
- Nederlandse Thesaurus van Auteursnamen: 322838592
- Système universitaire de documentation: 12988720X
- Trove: 1454071
- Virtual International Authority File: 107240618
- WorldCat: E39PBJcrc3DWqHMfqdrxTxTJXd